# Heroll Salihi
Heroll Salihi (Prishtina, 6 dicembre 1964) è un ex calciatore albanese, di ruolo centrocampista.